# Londen Marathon 1983
De Londen Marathon 1983 werd gelopen op zondag 17 april 1983. Het was de derde editie van de Londen Marathon. De Engelsman Michael Gratton was het sterkst bij de mannen in 2:09.43. De Noorse Grete Waitz won bij de vrouwen in 2:25.28,7. Met deze tijd verbeterde ze niet allen het parcoursrecord, maar ook het wereldrecord op de marathon.

## Uitslagen

### Mannen
| rang   | naam              | land | tijd    |
| ------ | ----------------- | ---- | ------- |
| Goud   | Michael Gratton   | ENG  | 2:09.43 |
| Zilver | Gerard Helme      | ENG  | 2:10.12 |
| Brons  | Henrik Jørgensen  | DEN  | 2:10.47 |
| 4      | Kebede Balcha     | ETH  | 2:11.32 |
| 5      | James Dingwall    | SCO  | 2:11.44 |
| 6      | Ricardo Ortega    | ESP  | 2:11.51 |
| 7      | Martin J McCarthy | ENG  | 2:11.54 |
| 8      | Miel Puttemans    | BEL  | 2:12.27 |
| 9      | Trevor Wright     | NZL  | 2:12.29 |
| 10     | Oyvind Dahl       | NOR  | 2:12.43 |
| 11     | David Cannon      | ENG  | 2:12.51 |
| 12     | Fred Vandervennet | BEL  | 2:13.01 |
| 13     | Raymond Crabb     | ENG  | 2:13.15 |
| 14     | Dennis Fowles     | WAL  | 2:13.21 |
| 15     | Jan Fjaerestad    | NOR  | 2:13.31 |
| 16     | Marc De Blander   | BEL  | 2:13.43 |
| 17     | John David Caine  | ENG  | 2:13.43 |
| 18     | Mervyn Brameld    | ENG  | 2:13.48 |
| 19     | Eirik Berge       | NOR  | 2:13.50 |
| 20     | Bernard Bobes     | FRA  | 2:14.00 |
| 21     | Gyorgy Sinko      | HUN  | 2:14.11 |

### Vrouwen
| rang   | naam            | land | tijd      |
| ------ | --------------- | ---- | --------- |
| Goud   | Grete Waitz     | NOR  | 2:25.28,7 |
| Zilver | Mary O'Connor   | NZL  | 2:28.20   |
| Brons  | Glynis Penny    | ENG  | 2:36.21   |
| 4      | Karolina Szabo  | HUN  | 2:36.22   |
| 5      | Jillian Colwell | AUS  | 2:37.12   |
| 6      | Antonia Ladanyi | HUN  | 2:37.42   |
| 7      | Deirdre Nagle   | IRL  | 2:37.42   |
| 8      | Kathryn Binns   | ENG  | 2:38.11   |
| 9      | Sarah Rowell    | ENG  | 2:39.11   |
| 10     | Priscilla Welch | ENG  | 2:39.29   |
| 11     | Jacquie Turney  | AUS  | 2:40.05   |
| 12     | Sally Ann Hales | ENG  | 2:40.08   |
| 13     | Heidi Jacobsen  | NOR  | 2:40.11   |
| 14     | Zehava Shmueli  | ISR  | 2:40.29   |
| 15     | Julie Asgill    | ENG  | 2:40.59   |

1981 ·
1982 ·
1983 ·
1984 ·
1985 ·
1986 ·
1987 ·
1988 ·
1989 ·
1990 ·
1991 ·
1992 ·
1993 ·
1994 ·
1995 ·
1996 ·
1997 ·
1998 ·
1999 ·
2000 ·
2001 ·
2002 ·
2003 ·
2004 ·
2005 ·
2006 ·
2007 ·
2008 ·
2009 ·
2010 ·
2011 ·
2012 ·
2013 ·
2014 ·
2015 ·
2016 ·
2017